# Kira Kirillovna Romanova orosz nagyhercegnő
Kira Kirillovna orosz nagyhercegnő (oroszul: Великая Княжна Кира Кирилловна Романова; Párizs, 1909. május 9. – Saint-Briac, 1967. szeptember 8.) orosz hercegnő és nagyhercegnő, házassága révén Németország címzetes császárnéja és Poroszország címzetes királynéja.

## Élete

### Származása és gyermekkora
Kira Kirillovna hercegnő 1909-ben látott napvilágot Kirill Vlagyimirovics nagyherceg és Viktória Melitta edinburgh-i és szász–coburg–gothai hercegnő második gyermekeként, egyben második leányaként. Szülei száműzetésben éltek engedély nélküli házasságuk miatt; Kirill nagyherceg ugyanis a köztük fennálló unokatestvéri kapcsolat ellenére is feleségül vette a hesseni nagyhercegtől elvált Viktória Melitta hercegnőt.
Kira Kirillovna – aki édesapja keresztnevének nő változatát viselte – gyermekkora legelső éveit Coburgban, anyai nagyanyja házában és Franciaországban töltötte. Édesanyja mindent elkövetett annak érdekében, hogy Kira hercegnő és egyetlen nővére, Marija Kirillovna a lehető legjobb tanításban részesüljenek. 1910-ben II. Miklós orosz cár megbocsátott Kirill nagyhercegnek, így a família visszatérhetett az orosz fővárosba. Marija és Kira Kirillovna orosz hercegnői rangot kaptak; mert ugyan a cári család tagjának számítottak, ámde III. Sándor orosz cár törvénye értelmében csak akkor viselhettek volna nagyhercegnői címet, ha apai nagyapjuk maga is a cári méltóságra emelkedett volna.
1917-ben a cári rendszer megdöntése után a család Finnországba menekült a bolsevikok elől. A família csak Viktória Melitta hercegnő brit kapcsolatai révén tudta elhagyni az országot, hogy francia földön telepedjenek le. Saint-Briac városában rendezték be otthonukat; ez a hely később az orosz emigránsok központjává vált. 1924-ben Kirill Vlagyimirovics nagyherceg címzetes orosz cárnak és a cári család fejének kiáltotta ki magát; gyermekei ekkor a nagyhercegi rangot kapták meg.

### Házassága és gyermekei
Kira nagyhercegnőt intelligens, nyugodt személyiségként írták le, aki az édesanyjához hasonlóan érdeklődött a művészetek iránt: „az elragadóan szép, s inkább német, mint orosz temperamentummal megáldott, tehetségesen rajzoló [Kira Kirillovna] nehezen viseli a száműzetést, és sokáig gyötrődik anyja halála miatt”. Viktória Melitta halála nagy csapást jelentett egész családja számára; a hercegnő ugyanis egybetartotta a családot és emellett megfelelő férjet keresett második leánya számára. Kira Kirillovna először a vérzékeny Alfonz (1907–1938) spanyol infáns és asztúriai herceg iránt érzett vonzalmat, ellenben a spanyol herceg figyelmét Miklós görög királyi herceg egyik leánya vonta magára. Kira Kirillovna később nagynénje, Mária román királyné udvarában ismerkedett meg a román Konstantin Soutzo herceggel; házasságukat ellenben Kira nagyhercegnő unokatestvére, II. Károly román király politikai okból nem engedélyezte.
1938-ban II. Vilmos német császár unokája, Lajos Ferdinánd porosz herceg megkérte Kira Kirillovna kezét. A nagyhercegnő és Lajos Ferdinánd herceg között távoli rokonság állt fenn közös ősük, II. Sándor orosz cár révén. A polgári és az orosz ortodox esküvőt 1938. május 2-án Potsdamban, ahol Kira nagyhercegnő az orosz hagyományoknak megfelelő díszöltözetet viselt, míg Lajos Ferdinánd herceg horogkereszttől megfosztott Luftwaffe-egyenruhában állt oltár elé. A vőlegény családi tradícióinak megfelelő lutheránus menyegzőt május 4-én a holland Doorn városában tartották; nászútként világ körüli utazásra mentek. Boldog, kiegyensúlyozott kapcsolatukból összesen hét gyermek származott:

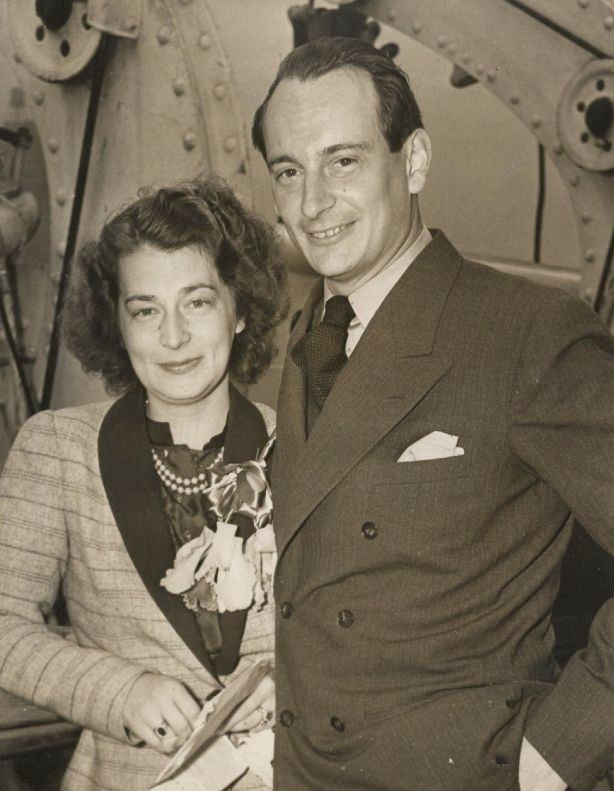
Kira Kirillovna nagyhercegnő és Lajos Ferdinánd herceg

- Frigyes Vilmos herceg (1939. február 10. –), morganatikus házassága miatt lemondott címeiről és trónigényéről
- Mihály Vilmos Henrik herceg (1940. március 22. –),  morganatikus házassága miatt lemondott címeiről
- Mária Cecília hercegnő (1942. május 28. –), házassága révén oldenburgi hercegné
- Kíra Auguszta Viktória hercegnő (1943. június 27. – 2004. január 10.), morganatikus házasságot kötött Thomas Frank Liepsnerrel
- Lajos Ferdinánd Oszkár herceg (1944. augusztus 25. – 1977. július 11.), nőül vette Donata Emma zu Castell-Rüdenhausen grófnőt
- Keresztély Zsigmond herceg (1946. március 14. –), nőül vette Nina Helene von Reventlow grófnőt
- Xénia Zsófia Sarolta hercegnő (1949. december 9. – 1992. január 18.), morganatikus házasságot kötött Per Edvard Lithanderrel.

### Kései évei
Lajos Ferdinánd herceg a német ellenállás tagja volt; Kira Kirillovna mindvégig támogatta férjét a nácik elleni harcban. A nagyhercegnő és gyermekei egy védett házban rejtőztek a Gestapo ügynökei elől; a második világháború végén hamis papírokkal menekültek el az országból. 1951-ben Vilmos porosz királyi herceg halálát követően Lajos Ferdinánd lett a porosz királyi család feje és a trón igénylője, minthogy bátyja lemondott címeiről rangon aluli házassága okán. A család felváltva élt Berlinben és Brémában, különböző jótékonysági intézményeket pártfogoltak.
1952-ben Kira Kirillovnát felkérték, hogy találkozzék Anna Andersonnal. Anderson azt terjesztette magáról, hogy ő II. Miklós cár legifjabb leánya, Anasztaszija Nyikolajevna nagyhercegnő. Kira nagyhercegnő anyósa, Cecília mecklenburg–schwerini hercegnő védőszárnyai alatt beszélt Andersonnal; ám míg anyósa meg volt győződve Anderson és Anasztaszija nagyhercegnő azonosságáról, addig Kira Kirillovna nem ismerte fel Andersonban az unokahúgát. Kira nagyhercegnő valójában hétéves sem volt, mikor legutoljára látta Anasztaszija nagyhercegnőt, ennek ellenére helyesen ismerte fel Anderson kilétét, mint később a DNS-vizsgálatok kiderítették.
Ötvenes évei felé a nagyhercegnő túlsúlytól és magas vérnyomástól szenvedett. Egészsége hanyatlásában közrejátszott az is, hogy mind ő, mind férje nehezen viselték legidősebb fiuk döntését, mely szerint lemond címeiről rangon aluli házassága kedvéért. 1967 szeptemberében a nagyhercegnő látogatást tett a franciaországi Saint-Briac városába öccséhez, Vlagyimir Kirillovics nagyherceghez. A nagyherceg még mindig abban a házban élt, ahol Kira Kirillovna egykoron gyermekkorát töltötte. Szeptember 8-án a nagyhercegnő szívinfarktus következtében váratlanul elhunyt. „Halála előtt kinyittatta az összes fiókot és szekrényajtót, hogy még egyszer, utoljára belélegezhesse az eltűnt boldog idők illatát.” Férje, Lajos Ferdinánd herceg mélyen meggyászolta, egészen 1993-ban bekövetkezett haláláig őrizte Kira Kirillovna emlékét.